# تیکدر (کرمان)

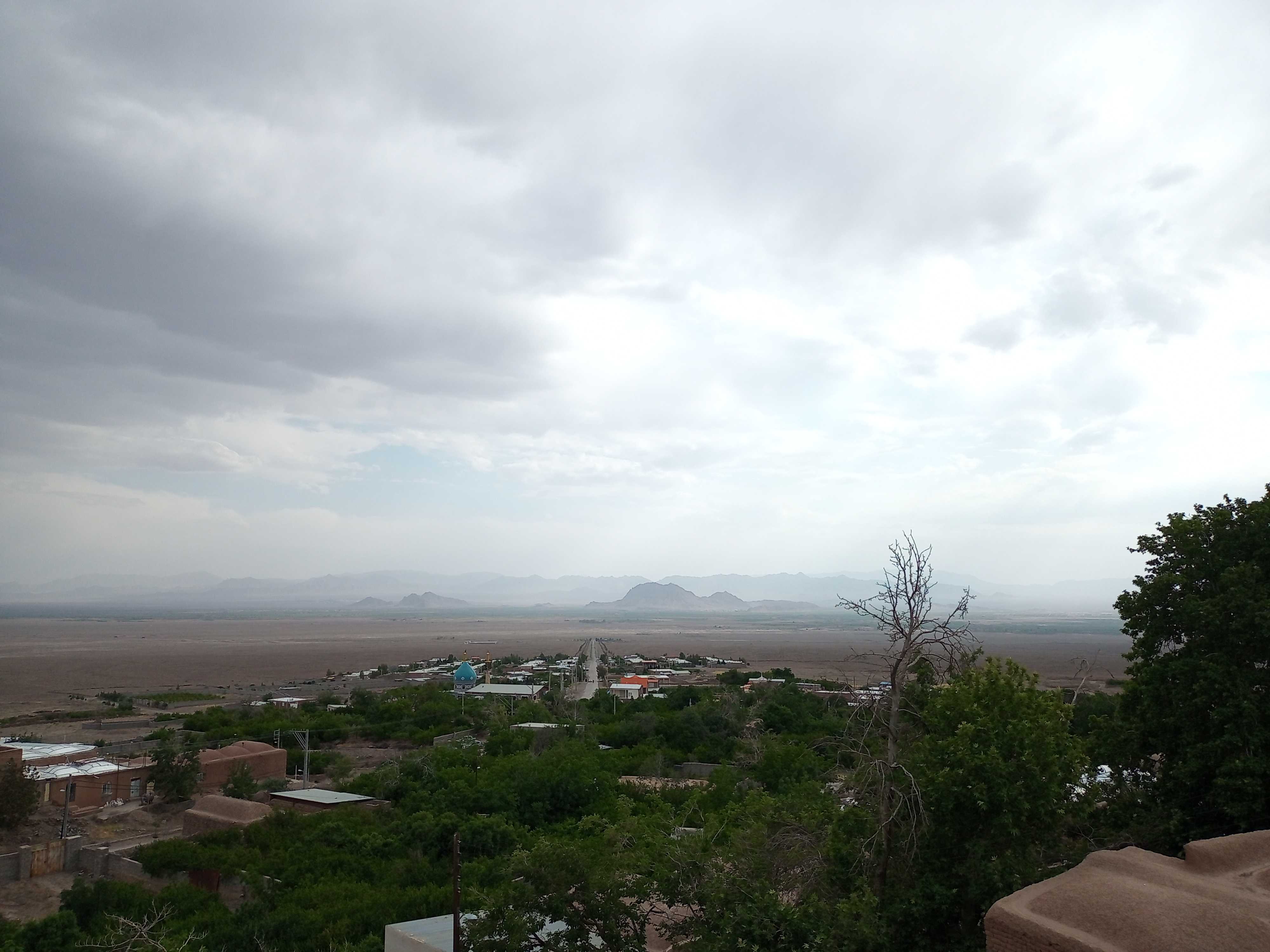

تیکدر (کرمان)، تیکدر روستایی در استان کرمان است.  روستای تیکدر  در بخش مرکزی شهرستان زرند قرار دارد.روستای  تیکدر با آب و هوای کوهستانی در جنوب شهرستان زرند قرار دارد و فاصله آن تا مرکز استان 49 کیلومتر است.

## جمعیت
این روستا در دهستان کویرات قرار دارد و براساس سرشماری مرکز آمار ایران در سال ۱۳۸۵، جمعیت آن ۴۶۹ نفر (۱۱۶خانوار) بوده‌است.